# Стаматопулос, Дино
Константи́нос «Ди́но» Стамато́пулос (греч. Κωνσταντίνος «Ντίνος» Σταματόπουλος, англ. Konstantinos «Dino» Stamatopoulos; род. 14 декабря 1964, Норридж, Иллинойс, США) — американский сценарист, продюсер, актёр и комик. Лауреат прайм-таймовой премии «Эмми» (1993) и премии Гильдии сценаристов США (1997). Номинировался на прайм-таймовую премию «Эмми» (1996, 1998, 1999), а также премии Гильдии сценаристов США (2003, 2004), «Энни» (2012) и «Независимый дух» (2016).

## Биография
Родился в Норридже (Иллинойс, США) в греческой семье, которая иммигрировала в США из Греции: его отец родился недалеко от Калавриты (Пелопоннес), а родители матери прибыли с острова Кефалония (Ионические острова). Когда умер его отец, Дино посещал родственников в Греции, охарактеризовав эту поездку как процесс искупления. Имеет брата Джерра.
Будучи учеником средней школы в Норридже, написал сценарий для школьного эстрадного шоу.
Окончил Колумбийский колледж в Чикаго, в котором однажды выступал в дуэте с комиком Энди Диком.
С 1992 года начал свою карьеру в киноиндустрии.

## Личная жизнь
Разведён. Имеет дочь Тиггер, которая является актрисой.

## Фильмография
- The Cops — продюсер
- Moonwrapped (2017) — продюсер
- Dope State (2017) — актёр
- Звери (2017) — актёр
- Great Minds with Dan Harmon (2016) — продюсер
- Аномализа (2015) — продюсер
- W/ Bob & David (2015) — сценарист, продюсер, актёр
- The Jack and Triumph Show (2015) — сценарист
- Сообщество (2009—2015) — сценарист, продюсер, актёр
- High School USA! (2013—2015) — сценарист, продюсер, актёр
- Harmontown (2014) — продюсер
- Beforel Orel: Trust (2012) — сценарист, продюсер, актёр
- CollegeHumor Originals (2011) — актёр
- Mary Shelley's Frankenhole (2010—2017) — сценарист, продюсер, актёр
- Community: The Spanish Video (2010) — актёр
- Important Things with Demetri Martin (2009) — сценарист
- The Drinky Crow Show (2007—2009) — актёр
- Moral Orel (2005—2008) — сценарист, продюсер, актёр
- Счастливчик Луи (2006) — сценарист
- Субботним вечером в прямом эфире (1996—2006) — сценарист, актёр
- The MidNight News (2005) — сценарист
- Том идёт к мэру (2004—2005) — сценарист
- MADtv (2002—2004) — сценарист, продюсер
- Мастер перевоплощения (2002) — продюсер
- TV Funhouse (2000—2001) — сценарист, продюсер, актёр
- Late Night with Conan O'Brien (1993—1999) — сценарист, актёр
- Mr. Show with Bob and David (1996—1998) — сценарист, продюсер, актёр
- Mr. Show and the Incredible, Fantastical News Report (1998) — сценарист, продюсер
- Позднее шоу с Дэвидом Леттерманом (1996—1997) — сценарист
- The Dana Carvey Show (1996) — сценарист, актёр
- Breathing Room (1996) — актёр
- The Ben Stiller Show (1992—1993) — сценарист, актёр